# Coming Around Again (Simon Webbe)
Coming Around Again è il primo singolo estratto dall'album Grace del cantante inglese Simon Webbe. Il singolo è stato pubblicato il 30 ottobre 2006.
Webbe ha eseguito il brano per la prima volta durante la versione inglese del reality show Ballando con le stelle sulla BBC.
Il singolo è andato generalmente abbastanza bene in tutti i paesi europei in cui è stato pubblicato, riuscendo a piazzarsi nella top 20. In Italia il singolo è riuscito ad arrivare soltanto fino alla posizione #15, ma rimanendo in classifica per quasi cinque mesi.

## Tracce
Coming Around Again pt.1
1. Coming Around Again
2. No Worries (Breakdown Mix)

Coming Around Again pt.2
1. Coming Around Again
2. Whatever Gets You Through The Night
3. Rain
4. Coming Around Again (Video)